# Luchtvaart in 2019
Deze pagina gaat over het luchtvaartjaar 2019.

## Gebeurtenissen

### Januari
2 januari
- De Europese luchtverkeersleidingsorganisatie EUROCONTROL waarschuwt voor een te druk Europees luchtruim in de toekomst. Als knelpunten niet worden aangepakt, wordt voorspeld dat in 2040 het aantal passagiers dat last krijgt van vertragingen vertienvoudigt.[1]

14 januari
- Een Boeing 707 landt op de Iraanse vliegbasis Fath in plaats van de nabijgelegen luchthaven Payam. Het vrachtvliegtuig raakt vervolgens van de baan en komt terecht in een woonwijk. Het toestel, dat door Saha Airlines van de strijdkrachten geleased wordt, vervoert een lading vlees uit Kirgizië. Slechts een van de zestien inzittenden overleeft de crash.[2][3]

21 januari
- Een vliegtuigje dat van Nantes onderweg was naar Cardiff verdwijnt van de radar boven Het Kanaal. In het vliegtuigje zit een piloot en de voetballer Emiliano Sala, die door voetbalclub Cardiff City FC is aangetrokken.[4] Op 7 februari wordt het lichaam van Sala geborgen.[5] Uit onderzoek bleek de piloot geen vergunning te hebben voor commerciële vluchten, geen vergunning te hebben voor het type vliegtuig, een Piper Malibu, en niet 's nachts te mogen vliegen.[6]

### Februari
24 februari
- Een Boeing 737 met bijna 150 personen aan boord van Chittagong, Bangladesh naar Dubai is teruggekeerd naar het vliegveld van vertrek vanwege een poging tot kaping. Alle inzittenden zijn geëvacueerd na de noodlanden, met uitzondering van één crewlid dat werd gegijzeld. Bij de daaropvolgende bestorming van het vliegtuig door commando's is de kaper doodgeschoten.[7][8]

26 februari
- De Nederlandse Staat koopt een belang van 12,68 procent in de holding Air France-KLM, waarmee 680 miljoen euro gemoeid is. Dit wordt vervolgens uitgebreid tot 14 procent, wat de kosten op 744 miljoen euro brengt. Het belang van de Nederlandse Staat is hiermee bijna even groot als van de Franse Staat, dat een belang van 14,3 procent heeft.[9][10]

### Maart
10 maart
- Een Boeing 737 MAX 8 van Ethiopian Airlines, onderweg naar Jomo Kenyatta International Airport in Kenia, stort zes minuten na vertrek van de Ethiopische luchthaven Bole Internationaal neer, door ontwerpfouten in MCAS, de overtrekbeveiliging. Alle inzittenden (149 passagiers en 8 bemanningsleden) komen om het leven. Doordat eerder een ander toestel van hetzelfde nieuwe type is neergestort, worden wereldwijd vliegtuigen van dat type aan de grond gehouden.[11][12]

25 maart
- British Airways-vlucht 3271 van London City Airport naar Düsseldorf landt in Edinburgh door een verkeerd vluchtplan.[13][14]

### April
8 april 
- Een eenmotorig vliegtuigje komt stort neer en komt terecht in een boom op het terrein van de Korporaal Van Oudheusdenkazerne in Hilversum. De twee inzittenden worden gered door de brandweer.[15]

### Mei
5 mei
- Een vliegtuig op weg van Luchthaven Sjeremetjevo naar Moermansk raakt in de problemen en keert om. Bij de noodlanding in Moskou breekt brand uit. 31 van de 78 inzittenden komen levend uit het vliegtuig.[16][17]

### Juli
9 juli
- Twee passagiersvliegtuigen botsen tegen elkaar op Schiphol bij een van de gates. Beide vliegtuigen waren bezig met wegduwen bij een gate voor vertrek toen het gebeurde en beide toestellen liepen schade op, waardoor reizigers met andere toestellen vervoerd moesten worden.[18]

### November
19 november
- Een per ongeluk geactiveerd kapingsalarm in een Air Europa-vliegtuig op Luchthaven Schiphol leidt tot een massale uitruk van hulpdiensten.[19][20]

30 november
- Kort na vertrek stort een Pilatus PC-12 met twaalf inzittenden door slechte weersomstandigheden neer in een maïsveld ten zuiden van Chamberlain (South Dakota). Het zicht is slecht en er woeden sneeuwstormen. Negen mensen komen om en de anderen raken gewond.[21]